# IC 173
IC 173 је спирална галаксија у сазвјежђу Кит која се налази на листи објеката дубоког неба у Индекс каталогу.
Деклинација објекта је + 1° 17' 5" а ректасцензија 1h 55m 57,1s. Привидна величина (магнитуда) објекта IC 173 износи 14,1 а фотографска магнитуда 14,9. IC 173 је још познат и под ознакама UGC 1402, MCG 0-6-1, CGCG 387-1, PGC 7217.